# Trichopisthia monteiroi
Trichopisthia monteiroi är en fjärilsart som beskrevs av Druce 1887. Trichopisthia monteiroi ingår i släktet Trichopisthia och familjen ädelspinnare. Inga underarter finns listade i Catalogue of Life.